# Igreja de Santa Lúcia (Valeta)

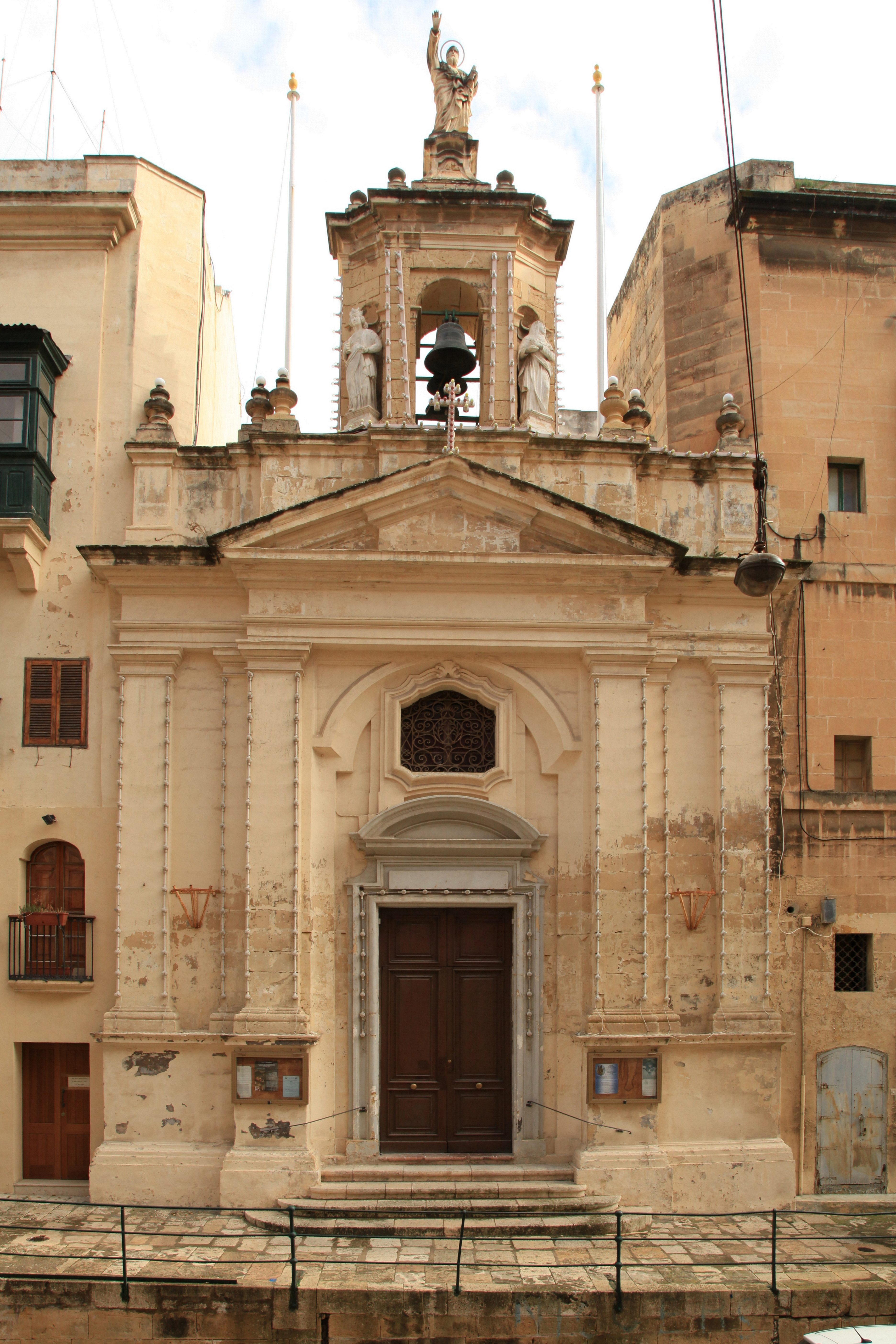
Igreja de Santa Lúcia

A Igreja de Santa Lúcia é uma igreja localizada na cidade de Valeta, em Malta.

## História
A igreja foi construída em 1570 por Girolamo Cassar com fundos providenciados pela Igreja Católica. O monumento foi posteriormente reconstruído entre 1639 e 1679.